# (149976) 2005 UO6
(149976) 2005 UO6 — астероїд головного поясу, відкритий 24 жовтня 2005 року.
Тіссеранів параметр щодо Юпітера — 3,216.